# Гней Пинарий Корнелий Север
Гней Пинарий Корнелий Север (лат. Gnaeus Pinarius Cornelius Severus) — римский политический деятель начала II века.
Север происходил из старого патрицианского рода Пинариев. Вероятно, его дедом был консул-суффект Гней Пинарий Корнелий Клемент. В качестве кандидата от императора Траяна Север занимал должности квестора и претора. В 112 году он находился на посту консул-суффекта. Он также входил в состав коллегии авгуров и был священным царём.